# Чемпіонат світу з трекових велоперегонів 2017 — гонка за очками (жінки)
Гонка за очками серед жінок на Чемпіонаті світу з трекових велоперегонів 2017 відбулась 16 квітня.

## Результати
Заїзд розпочавсь о 14:12.
| Місце | Ім'я                | Країна          | Очки за коло | Очки за спринт | Загалом очок |
| ----- | ------------------- | --------------- | ------------ | -------------- | ------------ |
| 1     | Елінор Баркер       | Велика Британія | 40           | 19             | 59           |
| 2     | Сара Гаммер         | США             | 40           | 11             | 51           |
| 3     | Кірстен Вілд        | Нідерланди      | 20           | 15             | 35           |
| 4     | Лотте Копецкі       | Бельгія         | 20           | 3              | 23           |
| 5     | Шарлотта Беккер     | Німеччина       | 0            | 16             | 16           |
| 6     | Джасмін Дюрінг      | Канада          | 0            | 9              | 9            |
| 7     | Джорджія Бронзіні   | Італія          | 0            | 8              | 8            |
| 8     | Гульназ Бадикова    | Росія           | 0            | 7              | 7            |
| 9     | Аушріне Требайте    | Литва           | 0            | 6              | 6            |
| 10    | Аніта Стенберг      | Норвегія        | 0            | 5              | 5            |
| 11    | Емі Кюр             | Австралія       | 0            | 5              | 5            |
| 12    | Верена Ебергардт    | Австрія         | 0            | 3              | 3            |
| 13    | Альжбета Павлендова | Словаччина      | 0            | 2              | 2            |
| 14    | Ракель Шит          | Нова Зеландія   | 0            | 2              | 2            |
| 15    | Лідія Гарлі         | Ірландія        | 0            | 2              | 2            |
| 16    | Анна Нагірна        | Україна         | 0            | 1              | 1            |
| 17    | Еліз Дельзенн       | Франція         | 0            | 1              | 1            |
| 18    | Ана Усабіага        | Іспанія         | 0            | 0              | 0            |
| 19    | Ярміла Махачова     | Чехія           | 0            | 0              | 0            |
| 20    | Ян Цянью            | Гонконг         | 0            | 0              | 0            |
| 21    | Наталія Рутковська  | Польща          | −20          | 3              | −17          |
| 22    | Мінамі Увано        | Японія          | −20          | 3              | −17          |